# Liste der Baudenkmale in Schönhausen (Mecklenburg)
In der Liste der Baudenkmale in Schönhausen sind alle denkmalgeschützten Bauten der Gemeinde Schönhausen (Mecklenburg-Vorpommern) und ihrer Ortsteile aufgelistet. Grundlage ist die Veröffentlichung der Denkmalliste des Landkreises Mecklenburg-Strelitz mit dem Stand vom 18. März 2011.

## Baudenkmale nach Ortsteilen

### Schönhausen
| ID | Lage              | Bezeichnung                         | Beschreibung | Bild           |
| -- | ----------------- | ----------------------------------- | --- | -------------- |
|    |                   | Friedhof, Grabstätte Michael        | |                |
|    |                   | Gutsanlage mit:                     | |                |
|    | Nr. 70/71 (Karte) | - Gutshaus                          | Sanierter, 2-geschossiger, 13-achsiger Putzbau von 1843 nach Plänen von Friedrich Wilhelm Buttel mit Mezzanin- und Sockelgeschoss sowie Mittelrisalit, nach 1998 u. a. Ferienwohnhaus |                |
|    | (Karte)           | - Park mit Burgruine und Grabanlage | |                |
|    | Nr. 77 (Karte)    | - Speicher                          | |                |
|    | Nr. 78 (Karte)    | - Scheune                           | |                |
|    |                   | - Stall                             | |                |
|    | (Karte)           | Kirche                              | Die Fachwerkkirche entstand im Jahr 1727. Im Innern stehen unter anderem ein Kanzelaltar sowie eine Patronatsloge aus der Bauzeit.                                                    | Weitere Bilder |

## Quelle
- Karte der Baudenkmale im Geoportal des Landkreises